# Rue des Forges (Paris)
Pour les articles homonymes, voir Rue des Forges.
La rue des Forges est une voie du 2e arrondissement de Paris, en France.

## Situation et accès
La rue des Forges est une voie publique située dans le 2e arrondissement de Paris. Elle débute au 2, rue de Damiette et se termine au 49, rue du Caire.

## Origine du nom
Elle doit son nom aux forges qui y avaient été établies en 1789.

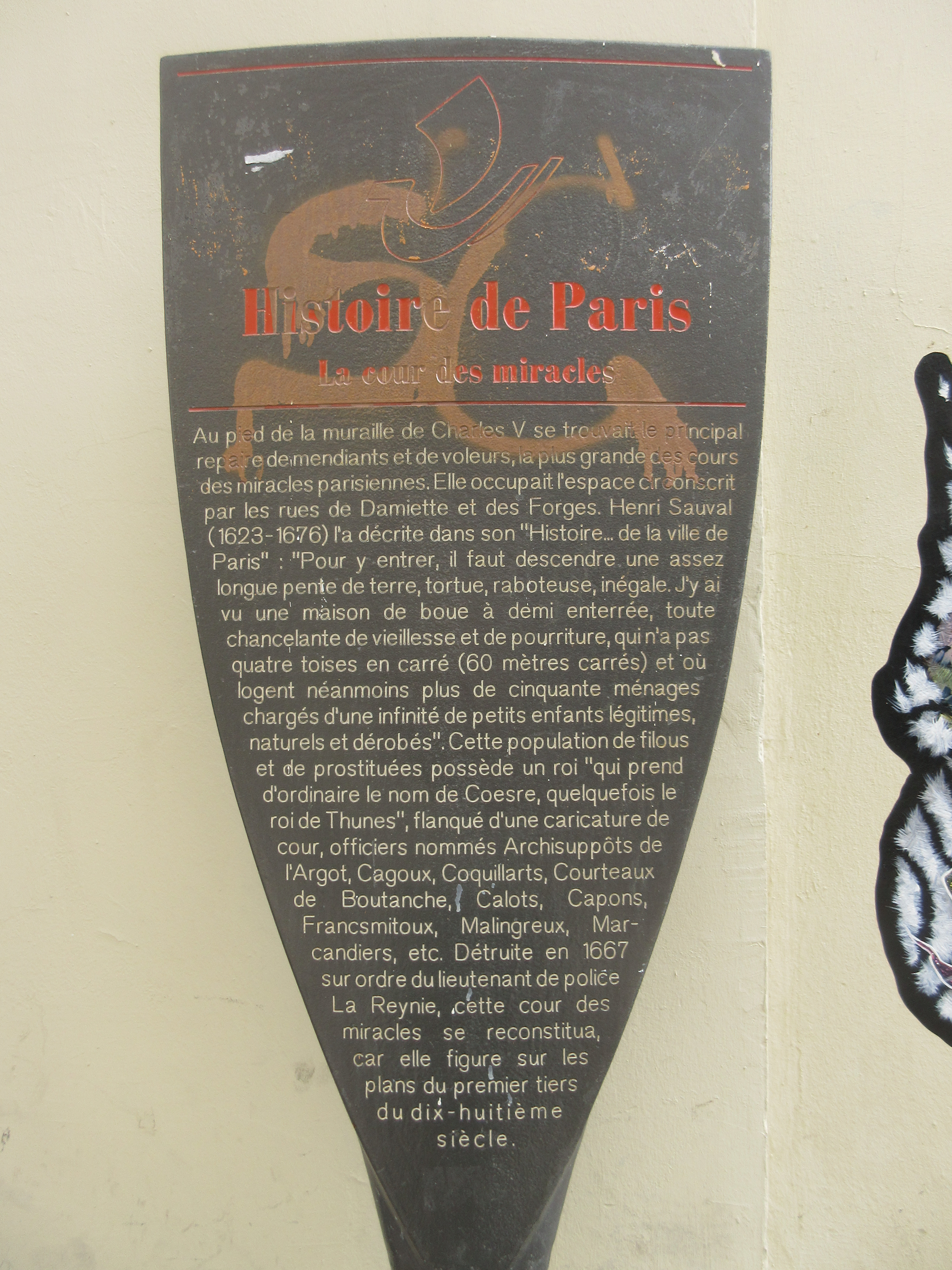
Panneau Histoire de Paris
« La Cour des Miracles »

## Historique
Au pied de la muraille de Charles V, jusqu'au XVIIIe siècle, la rue des Forges délimitait le fief d'Alby, qui était la plus grande cour des Miracles de la ville de Paris.
En 1784, une ordonnance royale prescrit la suppression de la cour des Miracles et son remplacement par un marché aux poissons. À la suite du refus des marchands des Halles de déménager, ce sont des forges qui s’y installent.

## Pour approfondir